# Hypsiboas leptolineatus
Hypsiboas leptolineatus là một loài ếch thuộc họ Nhái bén.
Đây là loài đặc hữu của Brasil.
Môi trường sống tự nhiên của chúng là xavan ẩm, sông ngòi, đầm nước ngọt, và đầm nước ngọt có nước theo mùa.